# Tramwaje w Surabaja
Tramwaje w Surabai − zlikwidowany system komunikacji tramwajowej w indonezyjskim mieście Surabaja, działający w latach 1890–1968.

## Historia
Pierwsze tramwaje w Surabai uruchomiono w 1890, były to tramwaje parowe. 27 kwietnia 1923 uruchomiono pierwsze tramwaje elektryczne. Linie tramwajów elektrycznych nie prowadziły po trasach tramwajów parowych. W styczniu 1968 zlikwidowano komunikację tramwajową w mieście. 